# Erik Hansen (kanotist)
Erik Hansen, född 15 november 1939 i Randers, död 29 september 2014, var en dansk kanotist.
Han tog bland annat OS-guld i Rom 1960 samt VM-guld i K-1 1000 meter i samband med sprintvärldsmästerskapen i kanotsport 1963 i Jajce.